# Нордерог
Нордерог (нем. Norderoog, с.-фриз. Noorderuug, дат. Nørreog) — один из островов Халлиген в Ваттовом море на западном побережье Северной Фрисландии, земля Шлезвиг-Гольштейн на севере Германии. Помимо временного пребывания наблюдателей за птицами, остров необитаем. Административно относится к коммуне Хоге.

## История
Нордерог впервые упоминается в 1597 году как Norder Ough. С 1630 года на халлиге появилось постоянное жильё, в котором жил береговой смотритель и которое было разрушено в 1634 году наводнением Бурхарди. Позже там поселилась другая семья, но их дом был смыт морем во время Февральского наводнения 1825 года. С тех пор Нордерог необитаем. Сегодня Нордерог — единственный халлиг, на котором нет терпов. С 1909 года остров является собственностью ассоциации Verein Jordsand, целью которого является создание птичьих заказников вдоль немецкого побережья Северного моря.

## Фауна и флора
Нордерог служит местом гнездования и отдыха для ряда редких видов морских птиц. Примечательна колония пестроносых крачек (Thalasseus sandvicensis). Их охрана начата после исследований Йоахима Роведера (Joachim Rohweder) в 1893 году. Весной и в начале лета там ежегодно гнездится до 5000 пар. Кроме того, на острове гнездятся речные и полярные крачки. Здесь долго была самая высокая плотность гнездования кулика-сороки во всём Немецкой бухте, но после 2000 года его численность снижается. Однако значение Нордерога для птичьего мира — не только гнездование, но и место отдыха птиц. Иногда на халлиге и соседней отмели Нордерогзанд насчитывается более 50 000 морских птиц.
Во флоре Нордерога преобладают растения солёных маршей, такие как солерос и спартина у самой береговой линии, а выше на лугах — Honckenya и кермек. Середина острова имеет вид степи с такими растениями, как тростник и колосняк песчаный.
На острове живёт колония серых крыс. Поскольку остров в основном лишён человеческого присутствия, было замечено, что крысы преследуют и ловят воробьев и крупных птиц, таких как утки, в качестве еды.

## Охрана

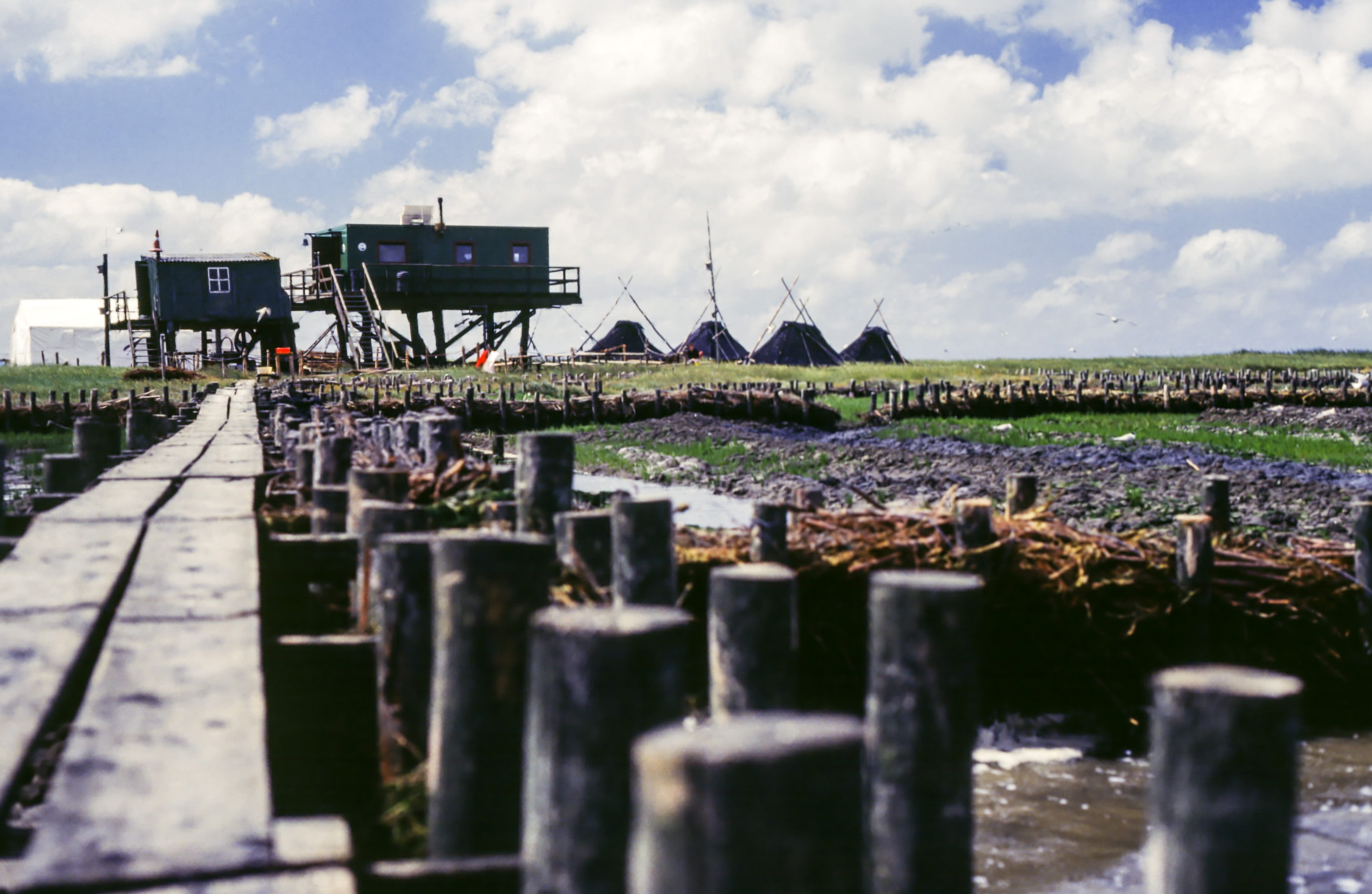
Хижина Йенса Ванда и контейнерное укрытие в 1989 г.

Нордерог находится в зоне защиты 1, самой строгой охранной зоне Национального парка Шлезвиг-Гольштейнского Ваттового моря. Статус заповедника с 1939 года. Однако остров был посвящён птицам с 1909 года, когда ассоциация «Ферайн Йордсанд» (Verein Jordsand) выкупила его у крестьянина Й. Феддерсена за 12 000 золотых немецких марок. Ранее Феддерсен зарабатывал на жизнь, собирая яйца птиц и заготавливая на острове сено. На Нордероге в качестве смотрителя птиц жил с 1909 года и постоянно с 1923 по 1950 год Йенс Сёренсен Ванд (Jens Sörensen Wand). В его честь назван наблюдательный пункт а северо-восточном берегу острова. Эта свайная постройка безопасна при штормовых нагонах благодаря своей конструкции. Первая хижина была построена Вандом в 1909 году, а в 1995—1996 годах она была заменена новым строением. В 2005 году контейнерное здание заменил бревенчатый дом, теперь он служит жильём для надзирателя и центром для посетителей. Сооружения обслуживаются гражданскими служащими Verein Jordsand и волонтёрами. Обсерватория регулярно работает с марта по октябрь. С 1950-х годов на Нордероге проводятся мероприятия по защите берегов. В 1977 году был укреплён камнями западный берег для предотвращения постоянных потерь земли, а в 2000 году был улучшен каменный бун.